# スピティディスクス

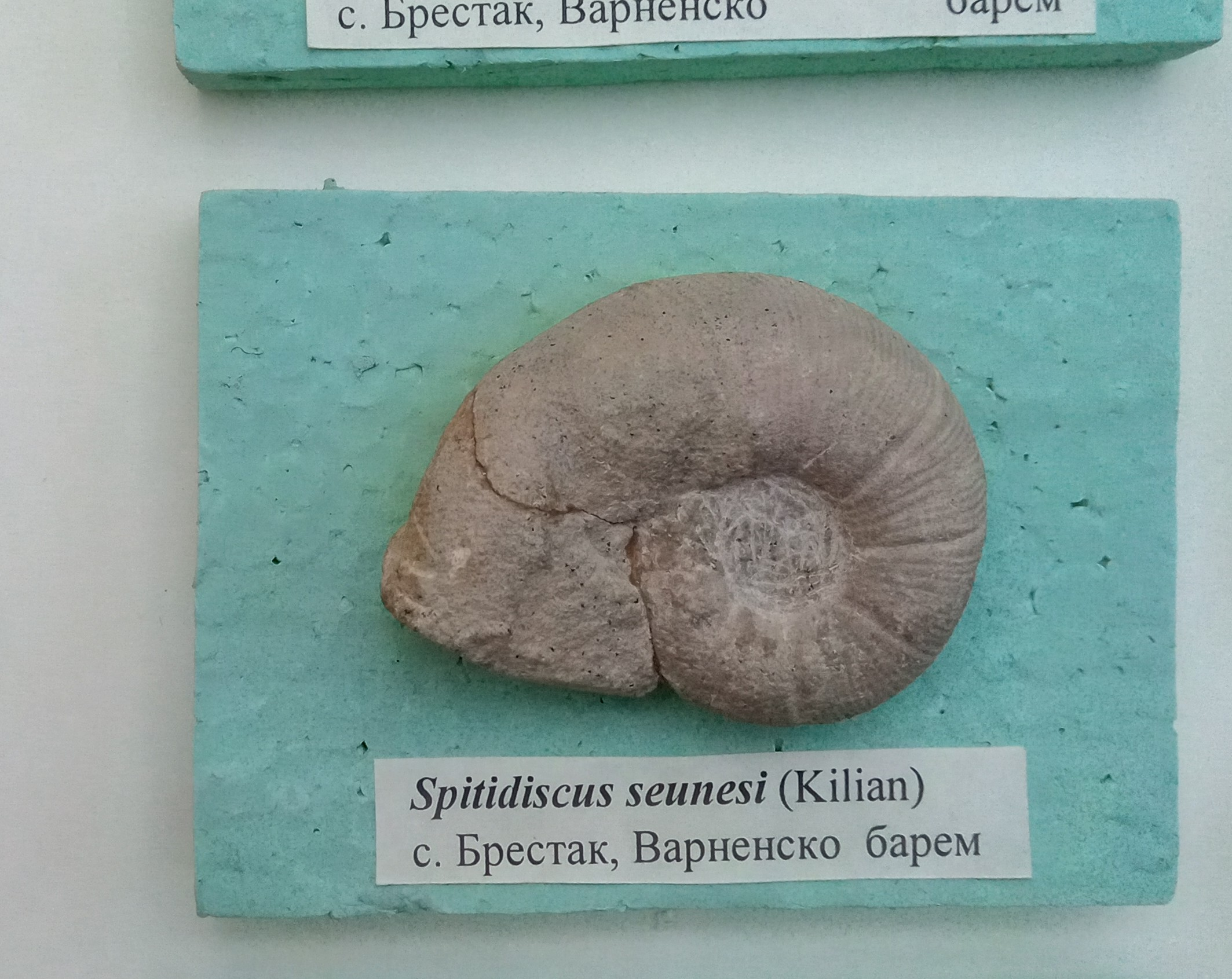
ソフィア大学古生物学・歴史地質学博物館館蔵の Spitidiscus seunesi。

スピティディスクス（学名：Spitidiscus）は、ホルコディスクス科に分類されるアンモナイトの属。

## 種
以外は、スピティディスクスの種の一覧。
- Spitidiscus hugii
- Spitidiscus kilapiae Rawson and Aguirre-Urreta, 2012 - Argentina
- Spitidiscus oregonensis Imlay, 1960 - Oregon
- Spitidiscus riccardii Leanza, and Wiedmann, 1992 - Argentina
- Spitidiscus simitiensis Haas, 1960 - Colombia
- Spitidiscus vandeckii (d'Orbigny, 1847)

## 生層序学的意義
スピティディスクス・フギイまたはスピティディスクス・ヴァンデッキという種の最初の出現が、バレミアンの始まりの指標であると提唱されている。

## 分布
スピティディスクスは、アルゼンチン、コロンビア、チェコ、フランス、コーカサス、イタリア、スペイン、アメリカ（オレゴン州）で発見されている。